# Варданашен
Варданашен (вірм. Վարդանաշեն) — село в марзі Армавір, на заході Вірменії. Село розташоване за 15 км на південний захід від міста Вагаршапат, за 3 км на південний захід від села Єрасхаун, за 4 км на схід від села Аразап та за 2 км на північний схід від села Маргара.